# LEGO Star Wars: All-Stars
LEGO Star Wars: All-Stars è una miniserie animata LEGO rilasciata contemporaneamente su Disney XD e sul canale YouTube Disney XD.

## Episodi
| n. | Titolo                                        | Pubblicazione    |
| -- | --------------------------------------------- | ---------------- |
| 1  | From Trenches to Wrenches: The Roger Story    | 10 novembre 2018 |
| 2  | The Chase with Han/Escape with Chewbecca      | 17 novembre 2018 |
| 3  | Dealing with Lando/Han and Chewbe Strike Back | 24 novembre 2018 |
| 4  | Scouting for Leia/A Mission with Maz          | 1 dicembre 2018  |
| 5  | Rolling with BB-8/Resistance on the Run       | 8 dicembre 2018  |